# Карафа ди Катанцаро
Карафа ди Катанцаро је насеље у Италији у округу Катанцаро, региону Калабрија.
Према процени из 2011. у насељу је живело 1452 становника. Насеље се налази на надморској висини од 360 м.

## Становништво
| 1951. | 1961. | 1971. | 1981. | 1991. | 2001. | 2011. |
| ----- | ----- | ----- | ----- | ----- | ----- | ----- |
| 2.450 | 2.768 | 2.448 | 2.318 | 2.189 | 2.084 | 1.960 |